# Battle Flip Shot
Battle Flip Shot (バトルフリップショット, Batoru Furippu Shotto) est un jeu vidéo de tennis de table développé par Visco et édité par SNK en 1998 sur Neo-Geo MVS (NGM 0247),,.

## Système de jeu
Il s'agit d'un jeu en un contre un. Chaque joueur est disposé d'un côté d'une arène et doit défendre six cibles placées derrière lui, tout en essayant de détruire les cibles de son adversaire. Pour cela, chacun des personnages dispose d'un bouclier lui permettant de renvoyer une balle qui rebondit à la fois sur les boucliers et sur les parois de l'arène. 

Il existe cinq personnages différents : Chinta Nemoto, Siren, Mr Justice, Bloody Wolf et Saimon, chacun possède un pouvoir spécial.

## Série
1. Battle Flip Shot (1998)
2. Bang Bead (2000,  Neo-Geo MVS)